# Lista de prefeitos de Piatã
Esta é uma lista de prefeitos do município brasileiro de Piatã, localizado no interior da Bahia, na Chapada Diamantina.
O cargo de prefeito no Brasil, foi criado em 11 de abril de 1835, pela assembleia provincial paulista, em reação aos amplos poderes conferidos pelo Código de Processo Criminal de 1832 às câmaras municipais. Seguiram o exemplo paulista seis províncias do nordeste brasileiro (Alagoas, Ceará, Maranhão, Paraíba, Pernambuco e Sergipe).
Sob a vigente ordem constitucional, essa designação é dada ao funcionário público do Poder Executivo municipal, que exerce seu cargo em função de uma legislatura (mandato), sendo para tanto eleito a cada quatro anos, podendo ser reeleito por mais 4 anos (segundo mandato).
Funções
O poder executivo municipal chefia a administração e comanda os serviços públicos, tendo como comandante o prefeito.
A partir da constituição brasileira de 1934, o cargo de prefeito passou a ser o único, em todo o Brasil, ao qual estão atribuídas as funções de chefe do poder executivo do governo local, em simetria aos chefes dos executivos da União e do estado, portanto, em forma monocrática. Este texto quer dizer que deverá haver harmonia e integração de ação entre as esferas envolvidas sem a intervenção de uma na outra, exceto nos casos previstos na Constituição Federal.
Eleições
O prefeito é eleito por sufrágio universal, secreto, direto, em pleito simultâneo em todo o País, realizado a cada quatro anos, no primeiro domingo de outubro.
E trinta dias após tem lugar o segundo turno, se o eleito em primeiro lugar não atingir 50% dos votos válidos mais um voto, no caso de municípios com mais de duzentos mil eleitores.
Conforme a legislação eleitoral atual no Brasil para tornar-se elegível, exige-se uma série de requisitos;
- Possuir nacionalidade brasileira ou portuguesa (neste caso, o cidadão português deve se encontrar amparado pelo Estatuto de Igualdade entre Portugueses e Brasileiros),
- Título de eleitor em dia e estar em gozo pleno do exercício dos direitos políticos,
- Domicilio eleitoral na circunscrição na qual o candidato se apresenta,
- Filiação partidária,
- Ser alfabetizado (tópico invalidado pela atual constituição brasileira de 1988),
- Desincompatibilização de cargo público — Se ocupa um cargo público deve sair seis meses antes das eleições e voltar caso possa só após seis meses ao pleito eleitoral,
- Renúncia de outro mandado até seis meses antes do pleito e não ser parente afim ou consangüíneo, até segundo grau, ou cônjuge de titular de cargo eletivo; pode, entretanto, ser candidato à reeleição (artigo 14 da Constituição),
- Ter idade mínima de 21 anos.

## Relação de prefeitos desde 1939
| N°                             | Nome                         | Partido | Início de mandato       | Término de mandato      | Notas                                          | Fontes      |
| ------------------------------ | ---------------------------- | ------- | ----------------------- | ----------------------- | ---------------------------------------------- | ----------- |
| Era Vargas (1930-45)           |                              |         |                         |                         |                                                |             |
| 1°                             | Arnulfo Soares               |         | 1939                    | 1948                    |                                                | [ 3 ]       |
| República Populista (1945-64)  |                              |         |                         |                         |                                                |             |
| 2°                             | José Lisboa Xavier           | PSD     | 1948                    | 1951                    | Prefeito eleito pelo eleitorado municipal      | [ 3 ] [ 4 ] |
| 3°                             | Alfredo Soares               | PSD     | 1951                    | 1955                    | Prefeito eleito pelo eleitorado municipal      | [ 3 ] [ 5 ] |
| 4°                             | João Hipólito Rodrigues      | PSD     | 1955                    | 1959                    | Prefeito eleito pelo eleitorado municipal      | [ 3 ] [ 6 ] |
| 5°                             | Lindolfo Viana Xavier        |         | 1959                    | 1963                    | Prefeito eleito pelo eleitorado municipal      | [ 3 ] [ 7 ] |
| 6°                             | Adércio Novais               | UDN     | 1963                    | 1967                    | Prefeito eleito pelo eleitorado municipal      | [ 3 ] [ 8 ] |
| Ditadura Militar (1964-85)     |                              |         |                         |                         |                                                |             |
| 7°                             | Luiz Viana Xavier            | Arena   | 1967                    | 1° de fevereiro de 1971 | Prefeito eleito pelo eleitorado municipal      | [ 9 ]       |
| 8°                             | Benevenuto José de Matos     | Arena   | 1° de fevereiro de 1971 | 1° de fevereiro de 1973 | Prefeito eleito pelo eleitorado municipal      | [ 10 ]      |
| 9°                             | Luiz Viana Xavier            | Arena   | 1° de fevereiro de 1973 | 1° de fevereiro de 1977 | Prefeito eleito pelo eleitorado municipal      | [ 11 ]      |
| 10°                            | Arquimedes Gomes de Almeida  | Arena   | 1° de fevereiro de 1977 | 1° de fevereiro de 1983 | Prefeito eleito pelo eleitorado municipal      | [ 12 ]      |
| 11°                            | Jaime de Oliveira Rosa       | PDS     | 1° de fevereiro de 1983 | 1° de janeiro de 1989   | Prefeito eleito pelo eleitorado municipal      | [ 13 ]      |
| Nova República (1985-presente) |                              |         |                         |                         |                                                |             |
| 12°                            | Arquimedes Gomes de Almeida  |         | 1° de janeiro de 1989   | 1° de janeiro de 1993   | Primeiro prefeito eleito em sufrágio universal | [ 3 ]       |
| 13°                            | Jaime de Oliveira Rosa       |         | 1° de janeiro de 1993   | 1° de janeiro de 1997   | Prefeito eleito em sufrágio universal          | [ 3 ]       |
| 14°                            | Edemar Lúcio Ribeiro Martins | PL      | 1° de janeiro de 1997   | 1° de janeiro de 2001   | Prefeito eleito em sufrágio universal          | [ 3 ]       |
| 15°                            | Jaime de Oliveira Rosa       | PTB     | 1° de janeiro de 2001   | 1° de janeiro de 2005   | Prefeito eleito em sufrágio universal          | [ 3 ]       |
| 16°                            | Alencar Julião Dias Filho    | PFL     | 1° de janeiro de 2005   | 1° de janeiro de 2009   | Prefeito eleito em sufrágio universal          | [ 14 ]      |
| 16°                            | Alencar Julião Dias Filho    | PP      | 1° de janeiro de 2009   | 1° de janeiro de 2013   | Prefeito reeleito em sufrágio universal        | [ 15 ]      |
| 17°                            | Edwilson Oliveira Marques    | PTB     | 1° de janeiro de 2013   | 1° de janeiro de 2017   | Prefeito eleito em sufrágio universal          | [ 16 ]      |
| 17°                            | Edwilson Oliveira Marques    | PTB     | 1° de janeiro de 2017   | 1° de janeiro de 2021   | Prefeito reeleito em sufrágio universal        | [ 17 ]      |
| 18°                            | Marcos Paulo Santos Azevedo  | PDT     | 1° de janeiro de 2021   | 1° de janeiro de 2025   | Prefeito eleito em sufrágio universal          | [ 18 ]      |
| 18°                            | Marcos Paulo Santos Azevedo  | PSD     | 1° de janeiro de 2025   | incumbente              | Prefeito reeleito em sufrágio universal        | [ 19 ]      |